# 中村英男
中村 英男（なかむら ひでお、1904年5月25日 - 1988年2月14日）は、日本の政治家。日本社会党衆議院議員（5期）。参議院議員（2期）。歯科医師。

## 経歴
現在の島根県江津市出身。旧制島根県立浜田中学校（現在の島根県立浜田高等学校）、1927年日本歯科医学専門学校卒業。卒業後は帰郷し、歯科医を開業する傍ら農民運動を指導する。戦後、日本社会党島根県連を結成し、副委員長となる。島根県議を2期務め、1952年の第25回衆議院議員総選挙で島根全県区から日本教職員組合の政治団体である日本教職員政治連盟公認で立候補して初当選。以来連続5期当選した（その後は無所属を経て左派社会党から日本社会党に入る）。1963年の第30回衆議院議員総選挙で落選。1965年の第7回参議院議員通常選挙で島根地方区から社会党公認で立候補して初当選、2期務めた。この間、1971年の島根県知事選挙に立候補したが落選した。参議院では社会労働、懲罰、災害対策特別の各委員長を歴任した。1977年の第11回参議院議員通常選挙で落選、政界を引退した。1988年2月14日死去、83歳。死没日をもって勲一等瑞宝章追贈、従三位に叙される。

## 人物
新東京国際空港（現成田国際空港）の一坪共有地の名義人の1人であった。